# Mads Rahbek
Mads Baadsgaard Rahbek (født 19. oktober 1995 i Lind) er en cykelrytter fra Danmark, der kører for Willing Able Racing. Han stoppede sin landevejskarriere efter 2022-sæsonen, hvor han kørte for BHS-PL Beton Bornholm og skiftede herefter over til gravelcykling.